# Arnaud Méthivier

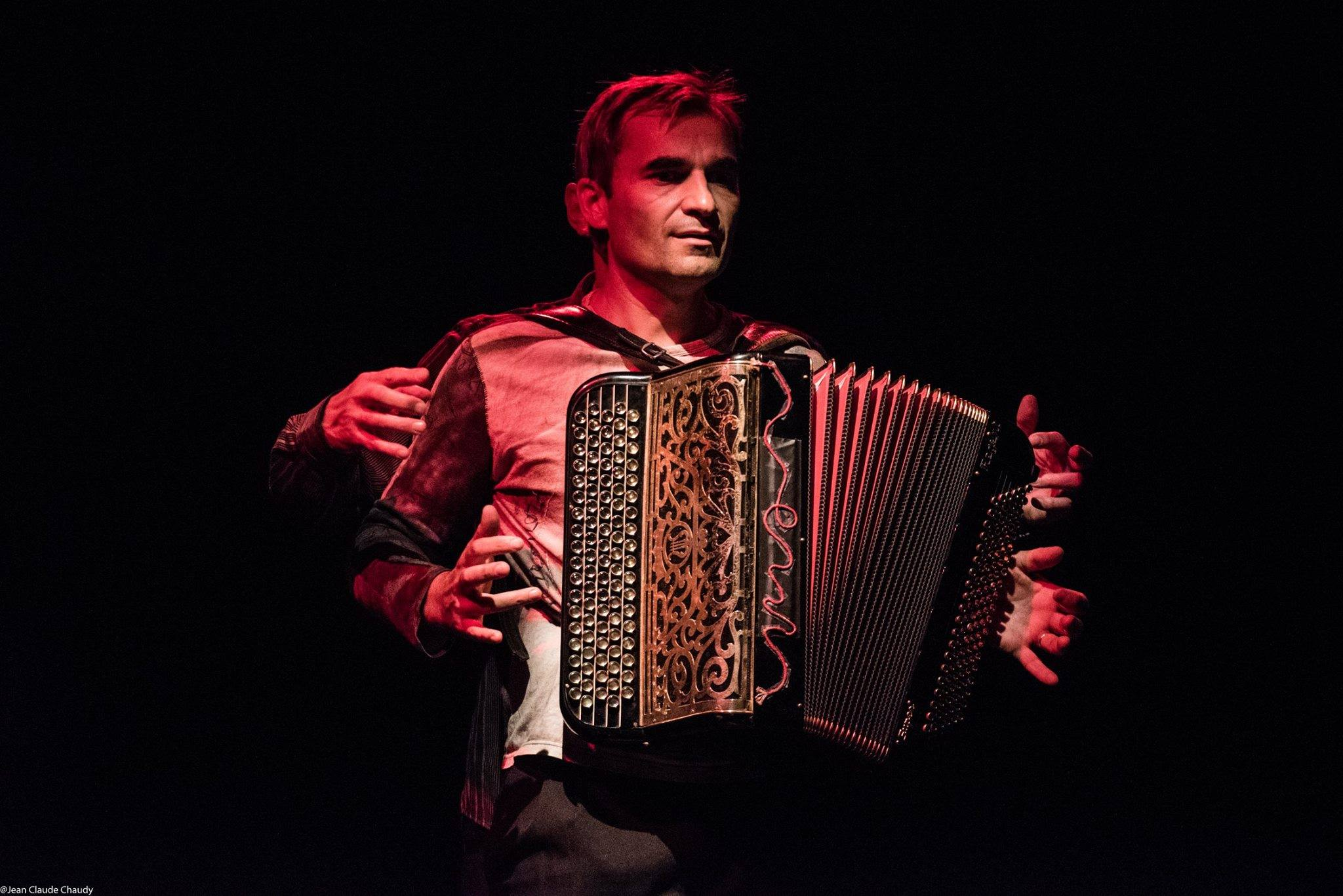
Arnaud Méthivier, 2016

Arnaud Méthivier, häufig auch Nano (* 6. April 1971 in Orléans) ist ein französischer Akkordeonist, Sänger, und Komponist, der sich zwischen Jazz, Neuer Improvisationsmusik und Weltmusik bewegt.

## Leben und Wirken
Méthivier lernte ab dem siebten Lebensjahr bei seinem Vater das Akkordeonspiel. Bereits mit zehn Jahren trat er mit der Gruppe  La Châtaigne auf und spielte Musette. Er gewann diverse Wettbewerbe und wurde 1987 Mitglied des Ensembles Les petits prodiges de l'accordéon, die Maurice Larcange leitete. Mit dieser Gruppe trat er in Shows und im Fernsehen auf und legte mehrere Alben vor.
Er begegnete dem Sänger Marcel Kanche, mit dem eine Zusammenarbeit begann. Auch begleitete er Kent und Stephan Eicher. 1998 legte er sein erstes Soloalbum vor, Chansons und gab zahlreiche Solokonzerte. Ab 1990 trat er gelegentlich mit Otto Lechner auf, mit dem er auch zwei Alben einspielte und auf diversen Festivals auftrat. Unter dem Namen Nano and Friends tourte er mit Catherine Estourelle, Kent, Hervé Rigaud und Djamel Laroussi.
Seit 1995 schrieb er Theater- und Ballettmusiken. Als Studiomusiker war er auch für Boy George, Georges Moustaki, Francis Cabrel, Suzanne Vega, Enzo Enzo, Idir, Maxime Le Forestier, die Fabulous Trobadors, oder Matthieu Chedid tätig.

## Diskographie
- Chansons, 1998
- Nos clairs obscurs, 1998 mit Hervé Rigaud
- ... Cherche programmateur et producteur 1998
- Bombaïdo, 1998
- Voyage, 1998
- Speïs, 2002, mit Régis Gizavo, Les disques du bleu du ciel.
- Ouadigambé, 2002, mit Kent und Otto Lechner, Les disques du bleu du ciel.
- Les ingénues 2003, mit François Rascal
- L'autre côté du vent, 2005, mit Jeff Boudreaux, Pierre Fuchard, Hervé Rigaud, Marcel Kanche, Label Bleu.
- Arnaud Méthivier/Otto Lechner: Arnottodrom, 2008
- L'écorce, 2008, mit Sylvain Favre und Valentin Mussou, Plus Loin Music.
- Paradisz, 2009, mit Hervé Rigaud.
- Bec de Cha, 2009, mit Pascal Ducourtioux und Jean-Hugues Billman, Cristal Records.
- Arnaud Méthivier/Otto Lechner: The Cyklop And I, 2011, Cristal Records.
- Accordéologie, 2014
- Concert en Espagne, 2015